# Simon Maisuradze
Pas d'image ? Cliquez ici

a Compétitions nationales et continentales officielles uniquement.

b Matchs officiels uniquement.
Dernière mise à jour le 12 novembre 2021.
Simon Maisuradze (en géorgien : სიმონ მაისურაძე, phonétiquement Simone Maïsouradzé), né le 14 septembre 1986 à Tbilissi (Géorgie), est un joueur international géorgien de rugby à XV qui évolue au poste de talonneur.

## Biographie

### Joueur
Simon Maisuradze arrive en France en 2003 et rejoint le club de rugby à XV du Stade nantais. Par la suite, il rejoint l'ASM Clermont Auvergne et son centre de formation pendant quatre saisons. Il joue ensuite à Villeurbanne, Aubenas, Valence d'Agen et Mâcon.
Il porte le maillot de l'équipe nationale de Géorgie entre 2008 et 2015.

### Entraîneur
En 2018, il retourne en Géorgie pour devenir directeur de la haute performance au sein de la fédération géorgienne de rugby à XV. Il est écarté début 2021 à la suite de son soutien à l'opposant Irakli Abuseridze. 
Il entraîne ensuite en Roumanie, aux côtés de Raphaël Saint-André, puis à Yverdon en Suisse.